# 1967 en science-fiction
| Années de la science-fiction : 1964 - 1965 - 1966 - 1967 - 1968 - 1969 - 1970    |
| Décennies de la science-fiction : 1930 - 1940 - 1950 - 1960 - 1970 - 1980 - 1990 |

L'année 1967 a été marquée, en matière de science-fiction, par les événements suivants.

## Naissances et décès

### Naissances
- 3 janvier : Léa Silhol, éditrice, anthologiste et romancière française.
- 3 avril : Timothée Rey, écrivain français.
- 10 juillet : Jean-Louis Trudel, écrivain canadien.
- date inconnue : Ted Chiang, écrivain américain.

### Décès
- 19 août : Hugo Gernsback, né en 1884, écrivain luxembourgeois naturalisé américain, mort à 83 ans.

## Prix

### Prix Hugo
- Roman : Révolte sur la Lune (The Moon Is a Harsh Mistress) par Robert A. Heinlein
- Nouvelle longue : Le Dernier Château (The Last Castle) par Jack Vance
- Nouvelle courte : L'Étoile invisible (Neutron Star) par Larry Niven
- Film ou série : La Ménagerie (Star Trek)
- Magazine professionnel : If
- Artiste professionnel : Jack Gaughan
- Magazine amateur : Niekas (Ed Meskys et Felice Rolfe, éds.)
- Écrivain amateur : Alexei Panshin
- Artiste amateur : Jack Gaughan
- Prix spécial : CBS Television for 21st Century

### Prix Nebula
- Roman : L'Intersection Einstein (The Einstein Intersection) par Samuel R. Delany
- Roman court : Voici l'homme (Behold the Man) par Michael Moorcock
- Nouvelle longue : En poussant les osselets (Gonna Roll The Bones) par Fritz Leiber
- Nouvelle courte : …et pour toujours Gomorrhe (Aye, and Gomorrah…) par Samuel R. Delany

### Prix E. E. Smith Mémorial
- Lauréat : Isaac Asimov

## Parutions littéraires

### Romans
- Les Déserteurs temporels par Robert Silverberg.
- L'Intersection Einstein par Samuel R. Delany.
- Seigneur de lumière par Roger Zelazny.
- Un jeu cruel par Robert Silverberg.
- Un animal doué de raison par Robert Merle.

### Recueils de nouvelles et anthologies
- Dangereuses Visions par Harlan Ellison.
- Une rose pour l'ecclésiaste par Roger Zelazny.

### Nouvelles

#### Nouvelles parues en anthologie
- Nouvelles parues dans Dangereuses Visions :
  - Chant du crépuscule
  - Comme des mouches (nouvelle de Robert Silverberg)
  - Le Lendemain du jour où les Martiens sont arrivés
  - Les Cavaliers du fiel, ou le Grand Gavage
  - Le Système Malley
  - Un jouet pour Juliette
  - Le Rôdeur dans la ville au bord du monde
  - La Nuit où se produisit la grande fuite du temps
  - L'Homme qui alla dans la lune… deux fois
  - La Foi de nos pères (nouvelle de Philip K. Dick)
  - L'Homme puzzle
  - En poussant les osselets
  - Seigneur Randy, mon fils
  - Eutopia
  - Incident à Moderan
  - La Fuite
  - La Maison de poupée
  - Le Sexe et/ou M. Morrison
  - La poussière chantera-t-elle tes louanges ?
  - Si tous les hommes étaient frères, me permettrais-tu d'épouser ta sœur ? (nouvelle de Theodore Sturgeon)
  - Qu'est-il arrivé à Auguste Clarot ?
  - Ersatz
  - Go, go, go, dit l'oiseau
  - La Race heureuse
  - Rencontre avec un plouc
  - Dangereuses Visions#Manuel officiel pour l'éducation des enfants
  - Dangereuses Visions#La Terre des grands chevaux
  - Dangereuses Visions#La Reconnaissance
  - Judas
  - Dangereuses Visions#Dernier test : destruction
  - Dangereuses Visions#Carcinoma Angels
  - Auto-da-fé
  - Ouais, et Gomorrhe… (nouvelle de Samuel R. Delany)

#### Nouvelles individuelles
Par ordre alphabétique du nom de l'auteur.
- Isaac Asimov :
  - La Boule de billard

- Philip K. Dick :
  - La Foi de nos pères

- Harlan Ellison :
  - Je n'ai pas de bouche et il faut que je crie

- R. A. Lafferty :
  - Comment refaire Charlemagne

- Richard Wilson :
  - Un coup tu la vois

### Bandes dessinées
- Le Rayon U, album écrit et dessiné par Edgar P. Jacobs.

## Sorties audiovisuelles

### Films
- Les Criminels de la galaxie par Antonio Margheriti.
- Le Dirigeable volé par Karel Zeman.
- Dos cosmonautas a la fuerza par Lucio Fulci.
- Le Grand Départ vers la Lune par Don Sharp.
- L'Invention de Morel par Claude-Jean Bonnardot.
- Les Monstres de l'espacepar Roy W. Baker.
- La mort vient de la planète Aytin par Antonio Margheriti.
- La Nébuleuse d'Andromède par Evgueni Cherstobitov.
- La Nuit de la grande chaleur par Terence Fisher.
- Objectif Lune par Robert Altman.
- Quatre, trois, deux, un, objectif Lune par Primo Zeglio.
- They Came from Beyond Space par Freddie Francis.